# Olaf Winter
Olaf Winter (Neustrelitz, Mecklemburgo-Pomerânia Ocidental, 18 de julho de 1973) é um velocista alemão na modalidade de canoagem.

## Carreira
Foi vencedor da medalha de Ouro em K-4 1000 m em Atlanta 1996 com os seus colegas de equipa Thomas Reineck, Detlef Hofmann e Mark Zabel.